# Zerlegung in flächengleiche Dreiecke

Zerlegung eines Quadrats in sechs flächengleiche Dreiecke

Die Zerlegung in flächengleiche Dreiecke (auch Gleichzerschneidung) ist ein Problem der ebenen Geometrie. Dabei wird unter anderem untersucht, ob die Zerlegung eines gegebenen Polygons in flächengleiche Dreiecke überhaupt möglich ist.
Die Forschung zu diesem Problem begann in den späten 1960er Jahren mit dem Satz von Monsky, nach dem ein Quadrat nicht in eine ungerade Anzahl von Dreiecken gleichen Flächeninhalts zerlegt werden kann. Der Beweis benutzt Bewertungstheorie und ist der bisher einzige bekannte Beweis für diesen Satz.
Tatsächlich können die meisten Polygone nicht in Dreiecke gleichen Flächeninhalts zerlegt werden. Es stellt sich daher die Frage: Welche Polygone können in wie viele Teile gleichen Flächeninhalts zerlegt werden? Untersucht wurden insbesondere Trapeze, Drachenvierecke, regelmäßige Polygone, punktsymmetrische Polygone und Polyominos sowie die Zerlegung von Hyperwürfeln in Simplizes. Im Falle regelmäßiger, n-eckiger Polygone mit n ≥ 5 zeigte Elaine Kasimatis, dass diese nur dann in m gleichflächige Dreiecke zerlegt werden können, falls m ein Vielfaches von n ist. Für n = 3 oder n = 4 ist dies offensichtlich nicht richtig: Ein Quadrat kann in zwei gleichflächige Dreiecke zerlegt werden und ein Dreieck in beliebig viele.
Zerlegungen in flächengleiche Dreiecke haben nur wenige direkte Anwendungen. Sie gelten aber als interessant, weil die Ergebnisse auf den ersten Blick oft den Erwartungen widersprechen und die Theorie für ein geometrisches Problem mit einer so einfachen Definition überraschend anspruchsvolle algebraische Hilfsmittel benötigt. Viele Ergebnisse basieren auf der Anwendung der Bewertungstheorie auf die reellen Zahlen und der Färbung in der Graphentheorie anhand des Lemmas von Sperner.